# Paul Brodeur
Pour les articles homonymes, voir Brodeur.
Paul Brodeur, né le 16 mai 1931 et mort le 2 août 2023, est un écrivain et vulgarisateur scientifique américain, dont les écrits ont principalement été publiés dans The New Yorker, où il a commencé comme rédacteur en chef en 1958. 
Ses nouvelles ont été publiées dans The New Yorker, The Saturday Evening Post et Show Magazine. 

Son roman de 1970 The Stunt Man a inspiré le film du même nom, avec Peter O'Toole jouant le rôle principal, de réalisateur égoïste.  

## Biographie
En 1992, il a fait don d'environ 300 cartons de documents accumulés au cours de ses recherches à la New York Public Library (NYPL). 
En 2010, il a été informé que la NYPL avait fini de sélectionner les papiers qu'il avait choisis de conserver dans sa collection. Brodeur a publiquement regretté cette sélection, objectant que les matériaux retirés étaient essentiels pour comprendre son processus d'enquête. 
L'écrivain scientifique Gary Taubes a déclaré que les écrits de Brodeur sur les rayonnements électromagnétiques font partie de ce qui l'a inspiré, l'encourageant à écrire sur les mauvaises pratiques scientifiques dans le domaine de la physique, de l'épidémiologie et de la santé publique.

## Thématiques
Pendant près de 20 ans, il a fait partie des lanceurs d'alerte sur divers problèmes émergents, faisant d'abord des recherches et écrits sur les risques posés par l'amiante pour la santé. 
Il a notamment écrit sur les dangers des détergents ménagers, du trou de la couche d'ozone, de l'exposition à certains rayonnements micro-ondes et des champs électromagnétiques des lignes électriques. 

## Œuvres
- The Sick Fox (roman) – 1963 ;
- The Stunt Man (roman) – 1970 ;
- Downstream (nouvelles) – 1972 ;
- "Asbestos & Enzymes" – 1972 ;
- "Expendable Americans" – 1974 ;
- "The Zapping of America: Microwaves, Their Deadly Risk, and the Coverup" – 1977 ;
- "The Asbestos Hazard" – 1980 ;
- "Outrageous Misconduct: the Asbestos Industry on Trial" – 1985 ;
- "Restitution: The Land Claims of the Mashpee, Passamaquoddy, and Penobscot Indians of New England" – 1985 ;
- "Currents of Death" – 1989 ;
- "The Great Power-Line Cover-Up: How the Utilities and Government Are Trying to Hide the Cancer Hazard Posed by Electromagnetic Fields" – 1993 ;
- "Secrets: A Writer in the Cold War" – 1997 ;

## Prix et distinctions
- le film tiré de son roman de The Stunt Man (1970) a été nommé aux Oscars (en 1980)

## Critiques
Les lobbies industriels de l'amiante ou de l'industrie des télécommunications sans fil, et des groupes de physiciens ont critiqué ses écrits ou positions, par exemple, en 2000, dans son livre Voodoo Science, Robert L. Park a décrit Microwave News comme « un bulletin d'information influent, entièrement consacré au sujet de la santé et des CEM » (page 141) mais cite aussi une critique faite par l'American Physical Society qui estime que « Paul Brodeur et Microwave News en particulier, ont donné au public une vision sérieusement déformée de faits scientifiques » (Page 158).